# Georg Witt (Politiker)
Georg Witt (* 25. Oktober 1909 in Ernsthausen bei Oldenburg i. H.; † 19. Januar 1975 in Kronshagen) war ein deutscher Politiker (CDU).
Witt war von Beruf Landwirt. Er gehörte 1946 dem ersten ernannten Landtag Schleswig-Holsteins an, zunächst als fraktionsloser Abgeordneter, dann als Hospitant der CDU-Fraktion und später als CDU-Mitglied. Er gehörte dem Ausschuss für Verfassung und Geschäftsordnung sowie dem Katastrophenabwehrausschuss an.